# Koszmosz–162
A Koszmosz–162 (oroszul: Космос 162) a szovjet Koszmosz műhold-sorozat tagja. Második generációs Zenyit–4 felderítő műhold.

## Küldetés
Űrkutatási és katonai programot hajtott végre. Programja a Koszmosz–161-gyel megegyező. Az emberes űrkutatási program végrehajtását segítette.

## Jellemzői
Az OKB–1 tervezőirodában kifejlesztett, ellenőrzése alatt gyártott műhold.
1967. június 1-jén a Bajkonuri űrrepülőtér indítóállomásról egy Voszhod (11A57) hordozórakétával juttatták Föld körüli pályára.  Az orbitális egység pályája 89,1 perces, 51,7 fokos hajlásszögű, az elliptikus pálya perigeuma 191 kilométer, apogeuma 274 kilométer volt. Hasznos tömege 4730 kilogramm. A sorozat felépítését, szerkezetét, alapvető fedélzeti rendszereit tekintve egységesített, szabványosított tudományos-kutató űreszköz. Áramforrása kémiai akkumulátorok, szolgálati élettartama 10 nap.
Fototechnikai (fényképezőgép, televíziós kamera) berendezései 3-5 méter közötti felbontású képeket készítettek.
1967. június 9-én 8 napos szolgálati idő után, földi parancsra belépett a légkörbe és hagyományos módon – ejtőernyős leereszkedés – visszatért a Földre.